# Qiang
| Tibetische Bezeichnung            |
| --------------------------------- |
| Tibetische Schrift: ཆའང་མི།        |
| Wylie-Transliteration: cha’ang mi |
| Chinesische Bezeichnung           |
| Vereinfacht: 羌族                 |
| Pinyin:Qiāngzú                    |

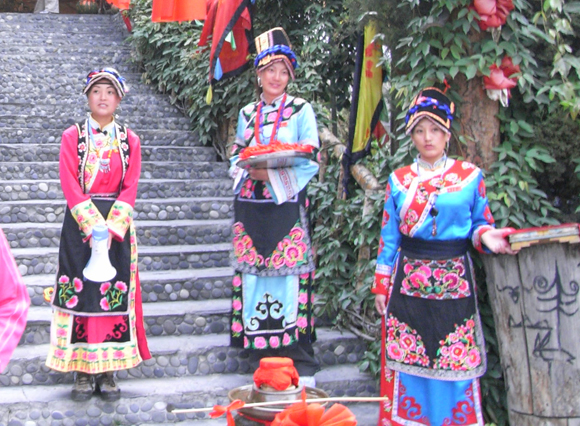
Frauen der Qiang in ihrer Tracht, 2007

Die Qiang (chinesisch 羌族, Pinyin Qiāngzú – „Qiang-Ethnie, Qiang-Volk“, Eigenbezeichnung 爾瑪 / 尔玛,  Ĕrmǎ; Rrmea, IPA [ɹmæː] oder [ɹmεː]) sind eine der 56 offiziell anerkannten Minderheiten der Volksrepublik China. Nach der letzten Volkszählung im Jahr 2010 zählen sie 309.576 Menschen. Sie leben vor allem in Sichuan. Sie sprechen Qiang, eine Xixia-Qiang-Sprache, die zu den tibetobirmanischen Sprachen gehört.

## Geschichte
Das Qiang-Volk ist ein altes Volk in China. Erste Erwähnungen finden sich im antiken China. Sie werden als Nachfahren des Yan-Kaisers und seiner Dynastie gesehen und hatten vor den Han-Chinesen ein Reich im heutigen China.

## Kultur
Seit 2009 waren das traditionelle Neujahrsfest der Qiang auf der UNESCO-Liste des dringend erhaltungsbedürftigen immateriellen Kulturerbes verzeichnet, da das Interesse nachließ und ein starkes Erdbeben 2008 schwere Zerstörungen hinterließ.
Im Jahr 2024 wurde es nach erfolgreichen Anstrengungen zur weiteren Verbreitung in die Repräsentative Liste des immateriellen Kulturerbes der Menschheit überführt.